# Crepluvia pygmaea
Crepluvia pygmaea är en insektsart som beskrevs av Rauno E. Linnavuori 1956. Crepluvia pygmaea ingår i släktet Crepluvia och familjen dvärgstritar. Inga underarter finns listade i Catalogue of Life.